# Телефонное мошенничество
Телефонное мошенничество (англ. vishing, от voice phishing) — один из методов мошенничества с использованием социальной инженерии, который заключается в том, что злоумышленники, используя телефонную коммуникацию и играя определённую роль (сотрудника банка, оператора сотовой связи или правоохранительных органов, покупателя и т. д.), под разными предлогами выманивают у держателя платёжной карты конфиденциальную информацию или стимулируют к совершению определённых действий со своим банковским счётом / платёжной картой или критически важным аккаунтом.
Бывает следующих типов:
- прямое выманивание денег, когда мошенники звонят от имени родственника или друга и выпрашивают деньги;
- шантаж, когда мошенники звонят от имени работника правоохранительных органов и обвиняют жертву в преступлении, не совершённом ей[5];
- банковское мошенничество, когда на мобильный телефон звонят мошенники, представляющиеся сотрудниками банка или службы безопасности;
- мошенничество с использованием кодов входа в личные кабинеты, в таком случае мошенники требуют сообщить по телефону код входа/смены пароля от личного кабинета Госуслуг, оператора сотовой связи или банка. В таком случае мошенники получают доступ к такому важному аккаунту и меняют пароль, крадут конфиденциальные данные и получают широкие возможности по использованию такого аккаунта. Потому сообщать коды подтверждения кому-либо, тем более по телефону, категорически нельзя, такие коды требуют только мошенники;
- также мошенники могут применять звонки, чтобы вынудить установить мошенническое приложение (под видом, например, актуального банковского клиента) или перейти по вредоносной ссылке в СМС[6].

## Процедуры атаки
Чаще всего мошенники звонят клиентам банков с целью выманить персональные данные и конфиденциальные банковские сведения: фамилию, имя и отчество, паспортные данные, имена и фамилии родственников, кодовое слово клиента банка, данные платёжных карт, коды подтверждения банковских операций (например, содержимое SMS с кодом), уникальные коды карты (CVV/CVC-код). Также часто мошенники звонят с целью стимулировать жертву совершить нужные им действия с платёжной картой или банковским счётом жертвы. При этом звонящий может подменить номер, который показывает аппарат жертвы (АОН), чтобы жертва восприняла входящий звонок, как будто он - с публичного телефонного номера банка.
Мошенники используют приемы, методы и технологии социальной инженерии. Звонящий разыгрывает перед жертвой «спектакль», искусно играя роль сотрудника банка, технического специалиста и т. п..
1. На первом этапе жертва отвечает на звонок, звонящий мошенник представляется либо сотрудником банка, либо работником некоей вымышленной надбанковской структуры, борющейся с финансовым мошенничеством, сообщает о только что совершённом платеже или о подозрительных действиях со счётом жертвы и выясняет, какие у жертвы есть банковские карты и счета, а также имеющиеся на них суммы[1].
2. В следующем акте «клюнувшая» на первый разговор жертва принимает второй звонок, где якобы «старший сотрудник» предлагает «решение» проблемы, чаще всего путём перечисления денег жертвы на предоставленный злоумышленником банковский (карточный) «временный счёт»[1].

Также злоумышленники используют сочетание фишинга и вишинга. Атака начинается с фишинга: мошенник рассылает электронные письма, текст в которых стимулирует жертву позвонить на номер телефона мошенника. Сочетание фишинга и вишинга используется в процедуре внедрения на компьютер жертвы трояна Bazar. В этом случае фишинговое письмо содержит сообщение о якобы совершившейся платной подписке с указанием номера колл-центра поддержки пользователей фальшивого сервиса. Жертва звонит с целью отменить подписку, и в процессе разговора мошенник уговаривает жертву посетить созданный злоумышленниками сайт подставной компании, откуда жертва под руководством мошенника самостоятельно скачивает и открывает вредоносный документ Microsoft Word, а затем разрешает выполнение макроса, который загружает и запускает BazarLoader, а этот загрузчик устанавливает сам троян.

## Терминология
- Социальная инженерия — использование психологических манипуляций для получения доступа к конфиденциальной информации[7].
- Подмена идентификатора вызывающего абонента — метод, с помощью которого вызывающие абоненты могут изменять свои идентификаторы вызывающего абонента таким образом, чтобы имя или номер, отображаемый для получателя вызова, отличался от имени вызывающего абонента[8].

## Мотивы
Общие мотивы включают возможность получить финансовые средства, конфиденциальные данные, а также анонимность. Конфиденциальная банковская информация может использоваться для доступа к активам жертв. Индивидуальные учётные данные могут быть проданы лицам, которые хотели бы скрыть свою личность для выполнения определённых действий, таких как приобретение оружия.

## Известные случаи

### Мошенничество, связанное сCOVID-19
28 марта 2021 года Федеральная комиссия по связи опубликовала заявление, в котором предупредила американцев о росте числа телефонных мошенничеств, связанных с COVID-19, мошенники предлагали приобрести лекарства, якобы способные «смягчить болезнь или предотвратить заражение».

### Мошеннические колл-центры
Мошенники для проведения массовых противоправных действий организуют мошеннические колл-центры, в которых проводят обзвон людей. Согласно собранным данным в 2020 году, около половины колл-центров размещено в исправительных учреждениях.

#### Мошеннические колл-центры на территории исправительных учреждений ФСИН
15 июля 2016 года зампред правления «Сбербанка» Станислав Кузнецов заявил, что в закрытых пенитенциарных учреждениях ФСИН скрывается часть центров банковских мошенников, причём в некоторых тюрьмах существуют даже колл-центры.
Информацию о бандах мошенников, орудующих из мест заключения и представляющихся сотрудниками службы поддержки или безопасности банков, также приводили телефонные пранкеры Алексей «Лексус» Столяров и Владимир «Вован» Кузнецов. По их словам, телефонные аппараты и пакеты сим-карт попадали в колонии к мошенникам при попустительстве или коррупции в структуре ФСИН. Потенциальных жертв обычно обрабатывали сообщники, находившиеся на свободе. Среди мошенников были и малолетние заключённые, которые использовали в качестве мошеннических схем подставные объявления о продаже автомобилей.
В тюрьме «Матросская тишина» 16 июля 2020 года прошли задержания сотрудников исправительного учреждения, которые регулярно за взятки проносили заключённым сотовые телефоны и SIM-карты, что позволило организовать на территории тюрьмы колл-центр из заключённых, занимающихся телефонным мошенничеством.
В период коронавирусной эпидемии 2020 года «Сбербанком» за первое полугодие 2020 года было зафиксировано около 2,9 млн обращений клиентов о попытках обмана, то есть вдвое больше, чем за весь 2019 год (и это несмотря на то, что доступ посторонних лиц в тюрьмы на период эпидемии был ограничен). «Сбер» считает, что колл-центр есть в каждом третьем учреждении системы исполнения наказаний в России (по наблюдениям «Руси сидящей», — в половине, если не больше). Организация тюремных колл-центров возможна только при негласной поддержке руководства исправительных учреждений, руководства ФСИН, прокуратуры по надзору за законностью в местах лишения свободы.
В связи с тем, что МВД-ФСБ-ФСИН не осуществляли реальных действий по прекращению противоправных действий, «Сбер» обратился к сотовым операторам, которые дали номера телефонов мошенников и координаты учреждений ФСИН. «Сбер» попросил операторов привязать координаты исходящих звонов к координатам тюрем и составил карту. За август 2020 года из такого-то учреждения ФСИН совершено свыше 600 удачных мошенничеств, а из такого-то — свыше 500, а из московского СИЗО № 1, более известного, как «Матросская Тишина», — всего 225. Это с учётом того, что в июле по настоянию «Сбера» в «Матросской тишине» прошёл обыск, были изъяты симки и оборудование.
По данным «Сбера», телефонные мошенники ежемесячно похищают с российских счетов до 5 млрд рублей. Заместитель генерального директора «Сбера» Станислав Кузнецов сообщил, что средний чек за успешную мошенническую операцию составляет около 8 000 рублей, а на один колл-центр приходится от 3 до 7 тысяч звонков в день. Ежемесячно в России официально регистрируется более 300 000 мошеннических звонков.
В 2025 году принят новый закон, по которому признано преступным передача карт и других платежных средсвт иным лицам за вознаграждение, что имеет целью усложнить мошенникам возможность вывода похищенных средств, поскольку это является одним из важных условий деятельности.

### Запись голоса
В 2017 году в Германии участились случаи мошенничества, когда злоумышленники звонят жертве, имитируя с помощью технических средств помехи. В это время незнакомый голос на другом конце линии задаёт вопросы вроде: «Вы меня слышите?» или «Хорошо ли вам меня слышно»? Далее полученный обманным путём ответ «Да» вырезается из записанного разговора и подставляется в качестве утвердительного ответа на вопрос, к примеру: «Хотите ли вы подписаться на данную услугу?». Далее преступники пытаются получить с псевдоклиента деньги за услуги или товар, которые он никогда не заказывал. Мошенники присылают счета и могут угрожать использованием в качестве доказательства в суде фальшивое телефонное соглашение.
В дальнейшем подобные схемы мошенничества стали фиксироваться и в России — в том числе и в виде предложения записать голос якобы для озвучки какой-либо рекламы. В то же время, согласно комментариям сотрудников банка Тинькофф, одной записи голоса жертвы со словами «да», «нет» и т.д. обычно недостаточно для мошенника, чтобы он смог от её имени осуществить крупный финансовый перевод. Как правило, в колл-центрах банков есть системы, которые способны идентифицировать клиентов и разоблачить мошенника.